# منتخب اليابان لكأس ديفيز
منتخب اليابان لكأس ديفيز (باليابانية: デビスカップ日本代表) هو ممثل اليابان الرسمي في كرة المضرب في كأس ديفيز.